# Cantagallo (Barranca)
Cantagallo es un caserío peruano ubicado en el distrito de Supe, perteneciente a la provincia de Barranca del departamento de Lima, en la costa central del Perú. 

## Ubicación
Cantagallo se ubica al suroeste de la provincia de Barranca, en el distrito de Supe, en el departamento de Lima.

## Demografía
En 2017 Cantagallo tenía una población de 315 habitantes.